# Хенгойд
Хенгойд (на уелски: Hengoed) е село в Южен Уелс, главен административен център на графство Карфили. Разположено е в долината Римни Вали около река Римни на около 20 km северно от столицата Кардиф. Добив на въглища. Има жп гара. От южната му част започва град Ъстрад Мънах. Хенгойд е единственото село в Уелс, което е административен център на графство. Населението му е 5044 жители според данни от преброяването от 2001 г.